# 356P/WISE
Pour les articles homonymes, voir Comète WISE.
356P/WISE est une comète périodique découverte le 17 février 2010 par le télescope spatial de la NASA Wide-field Infrared Survey Explorer (WISE).
La nature cométaire de l'objet est confirmée par des observations du programme Spacewatch le 19 février 2010. Des images prises par le Catalina Sky Survey les 9 novembre 2009 et 10 décembre 2009 sont retrouvées. L'astre reçoit la dénomination C/2010 D1 (WISE).
Le 30 juillet 2017 le programme Pan-STARRS repère une comète qui est rapidement reliée à C/2010 D1 (WISE), laquelle reçoit sa dénomination définitive 356P/WISE. Sa période orbitale est de 8,45 ans.